# レネ (ドイツ)
レネ (ドイツ語: Lenne) は、ドイツ連邦共和国ニーダーザクセン州ホルツミンデン郡に属す町村（以下、本項では便宜上「町」と記述する）であり、ザムトゲマインデ・エッシャースハウゼン＝シュタットオルデンドルフを構成する自治体の一つである。フォアヴォーレ地区がレネに属す。

## 地理
レネは、2つの中低山地、イート山地とフォーグラー山地との間、レネ川沿いに位置している。この町は、シュタットオルデンドルフに本部を置くザムトゲマインデ・エッシャースハウゼン＝シュタットオルデンドルフに属している。

## 歴史
この町は、1580年に Sandkuhlen として初めて文献に記録されている。

## 行政

### 議会
この町の議会は、9 議席からなる。

### 町長
この町の名誉職の町長はハンス＝ディーター・シュテーンボックは2001年9月9日に選出された。

## 文化と見所
- プロテスタント＝ルター派のトーマス教会

## 経済と社会資本

### 交通
レネは州道583号線沿いに位置しており、町内で連邦道B64号線に接続する。また、この町は鉄道アルテンベッケン - クライエンゼン線沿いに位置しているのだが、この路線の旅客営業は1987年に廃止されている。

## 引用
1. ↑  Landesamt für Statistik Niedersachsen, LSN-Online Regionaldatenbank, Tabelle A100001G: Fortschreibung des Bevölkerungsstandes, Stand 31. Dezember 2023